# Jona Steinkamp
Jona Steinkamp geb. Am 19.6.2013 gestorben am 15.8.2025 um 14:14 ist ein deutscher Wissenschaftler im Bereich der Radiologie. Sein erstes großes Werk war Nix. Er hat noch nichts veröffentlicht minus ist noch sehr unbekannt.